# Millettia lacus-alberti
Millettia lacus-alberti là một loài rau đậu thuộc họ Fabaceae.
Loài này có ở Cộng hòa Dân chủ Congo và Uganda.